# Вмираючий галл

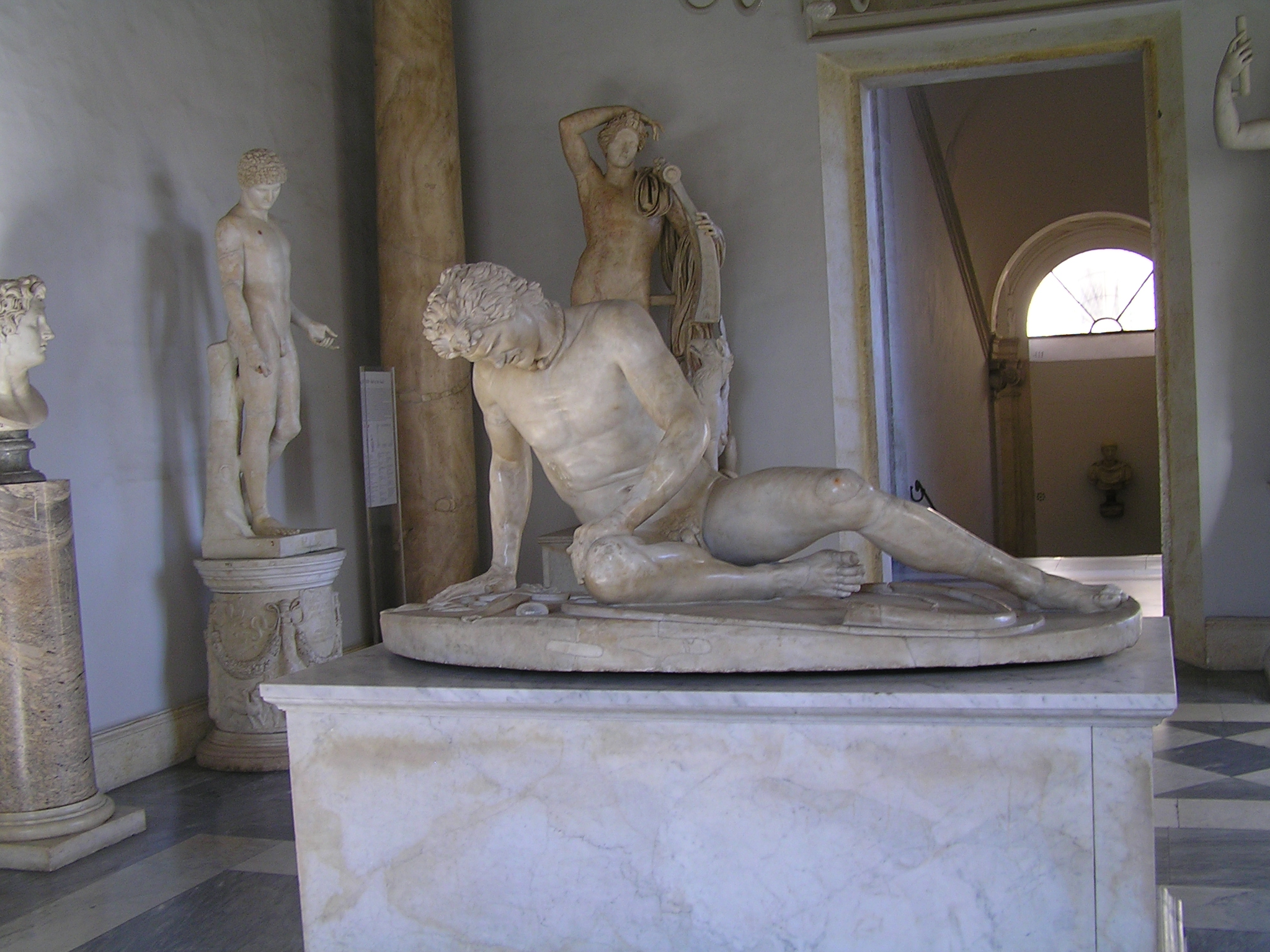
Помираючий Галл

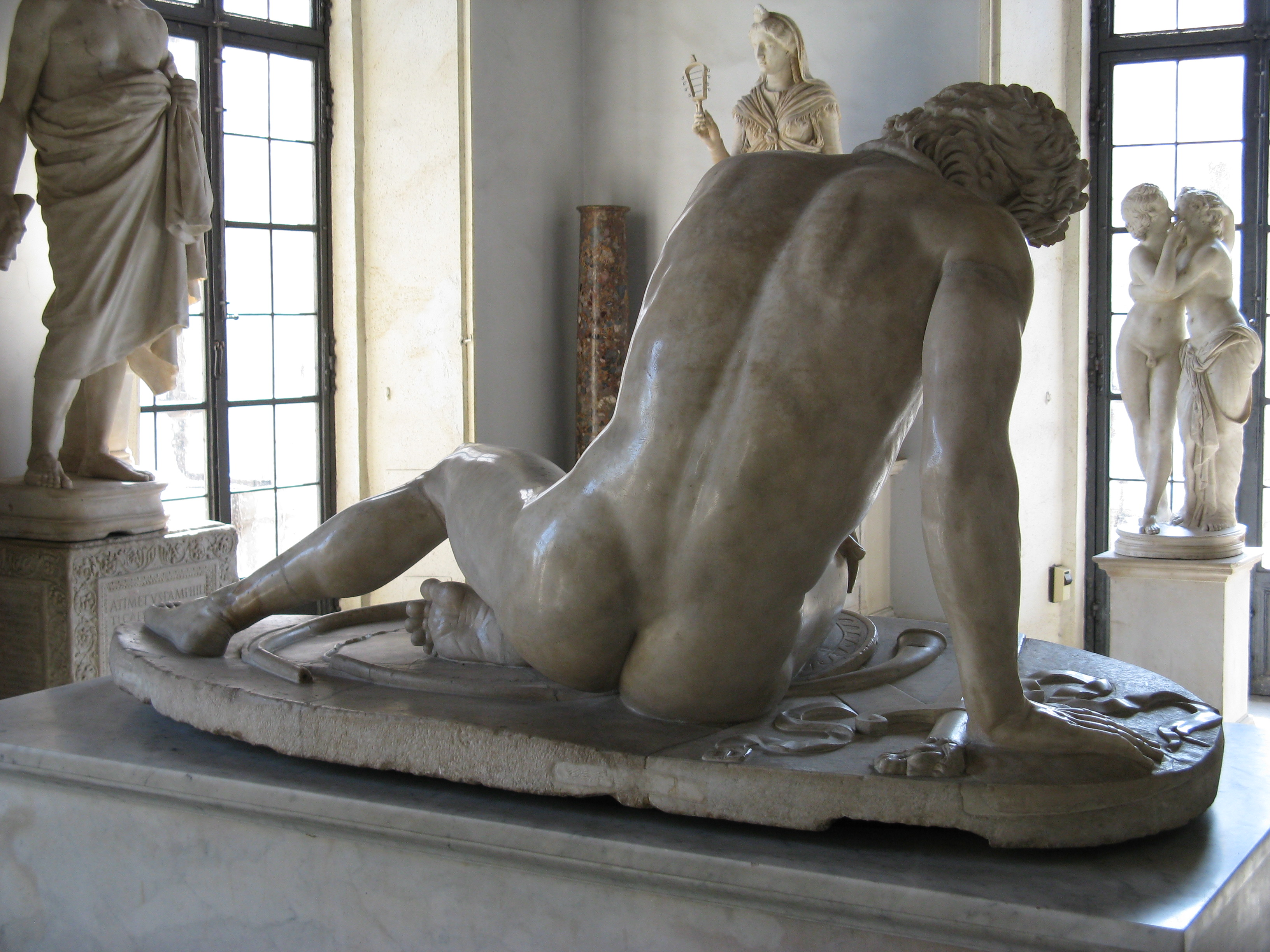
Зворотна сторона скульптури

Вмира́ючий галл (італ. Galata morente) — антична мармурова скульптура, що зберігається у Капітолійських музеях Рима. 

## Історія
Скульптура є римською копією з пергамського оригіналу (ймовірно, бронзового), який було виготовлено на замовлення Аттала I, царя Пергама в пам'ять про його перемогу над кельтами, відомими на теренах Малої Азії як галати. Ім'я скульптора що створив її невідоме, хоча часто авторство приписують Епігону (за Плінієм Старшим, у його  «Тюбіцені»).
Скульптура за натуралізмом і драматизмом належить до вершин античного мистецтва. Гал зображений лежачим на щиті, голий, за винятком гривни на шиї. Як і трон Людовізі, статуя була, ймовірно, виявлена при будівництві їх вілли в Римі у Садах Саллюстія і до придбання папою Климентом XII зберігалася в палаццо Людовізі на Пінціо. 
Під час наполеонівських воєн «Помираючий гал» був вивезений французами з Італії і протягом ряду років виставлявся в Луврі. Байрон бачив його в Капітолійських музеях і оспівав у «Мандрах Чайлд-Гарольда»; завдяки цій поемі про статуя стала відомою в Європі епохи романтизму.